# HMS Daring (D32)
El HMS Daring (D32) es la primera unidad de los seis destructores Tipo 45 de la Royal Navy. Fue colocada su quilla en 2003, fue botado su casco en 2006 y fue asignado en 2009.

## Construcción
El HMS Daring es el primero de los seis destructores Tipo 45 construidos por BAE Systems Surface Ships para reemplazar a los destructores Tipo 42 que permanecía en servicio desde 1978. Fue colocada su quilla en 2003 en Glasgow (Escocia); fue botado su casco en febrero de 2006 y fue asignado en julio de 2009.

## Historia de servicio
El Daring permaneció in-operativo de 2017 a 2020 y comenzó un refit. En 2021 fue trasladado al astillero Cammell Laird de Birkenhead donde será sometido al PIP.